# Chiesa dell'Immacolata Concezione (Torricchio)
La Chiesa dell'Immacolata Concezione sorge nella frazione del Torricchio, comune di Uzzano, diocesi di Pescia, provincia di Pistoia. È sede parrocchiale.

## Storia
Una primitiva cappella, dedicata a Santa Maria e Santa Marta, di patronato dei "signori di Uzzano, Montichiari e Vivinaia", poi del Comune di Uzzano, sorse nella località in epoca medievale. Nei pressi, Sant'Allucio, secondo la leggenda agiografica, era solito portare i propri armenti al pascolo e fu miracolosamente tratto in salvo da una terribile alluvione. La cappella era retta da un sacerdote eremita, nominato dal Comune di Uzzano, che aveva l'obbligo di celebrarvi la messa festiva. Nel 1566, alla morte dell'ultimo sacerdote eremita, il Comune di Uzzano pensò bene di affidare la cappella a un ordine religioso, affinché realizzasse nei pressi un convento. Dopo un iniziale contatto con i frati dell'Osservanza, non andato a buon fine, furono sentiti i frati Minori Cappuccini, che accettarono di fondare una loro casa al Torricchio, il 19 gennaio 1567. Edificato il convento, dopo aver utilizzato l'antica cappella come loro luogo di preghiera, i frati decisero di costruirne un'altra addossata all'originaria nel 1674. Si venne a creare pertanto la bizzarra situazione di due chiese ravvicinate, l'antica cappella, gestita da una compagnia, e la cappella conventuale, dedicata all'Immacolata Concezione. Il convento cappuccino fu chiuso più volte nel corso della sua storia. Nel 1810, cessò di funzionare a seguito delle soppressioni degli ordini religiosi da parte di Napoleone Bonaparte. Rifondato nel 1843, fu di nuovo soppresso nel 1870, a seguito della revocata del riconoscimento giuridico a molti ordini religiosi da parte del Regno d'Italia. I frati ritornarono nel novembre 1903. Il convento è stato definitivamente chiuso nel 2010 e affidato all'Ordine Francescano Secolare, che lo utilizza come sede per i ritiri.

## La parrocchia
Con la bonifica di numerosi terreni nei dintorni della cappella e del convento del Torricchio, si accrebbe la popolazione della località e il pievano di Uzzano non fu in grado di garantire l'amministrazione dei sacramenti a tutti. Pertanto, nel 1650, il proposto di Pescia Mons. Giovanni Ricci assegnò un curato all'antica cappella del Torricchio, con la prescrizione che i battesimi e i matrimoni sarebbero stati ancora celebrati a Uzzano. Il 12 settembre 1715, il visitatore apostolico Benedetto Falconcini, vescovo di Volterra, consacrò solennemente la chiesa curata del Torricchio, che fu dedicata a San Jacopo. Nel 1789, vi poterono essere celebrati i matrimoni. Finalmente, il 29 dicembre 1826 fu benedetto il fonte battesimale. La parrocchia fu retta dal clero diocesano di Pescia fino al 1915, quando il vescovo Mons. Angelo Simonetti la affidò ai frati del vicino convento. L'intestazione della comunità parrocchiale fu all'Immacolata Concezione. Negli anni '20 e '30, furono promossi radicali lavori di restauro alla chiesa conventuale, che divenne la parrocchiale, mentre la vecchia parrocchiale fu ridotta a sede della compagnia. Nel 1936, fu eretta la nuova torre campanaria. Negli anni 1963 e 1964, fu rifatto il presbiterio dove, agli inizi degli anni '80, fu realizzato un ciclo di affreschi con scene sacre. Nel 1971, fu rifatta la facciata, sulla quale fu installato un grande mosaico. Nel 2022, i frati Minori Cappuccini, che già non avevano più il vicino convento, hanno lasciato definitivamente la guida della parrocchia, che è tornata al clero diocesano.

## Opere d'arte
Le numerose trasformazioni che la chiesa ha subito nel corso dei secoli non hanno lasciato un cospicuo patrimonio artistico. Tuttavia alcune opere presenti sono di buon valore. Importante è la cosiddetta Madonna della Ciregiola, una scultura lignea risalente al XV sec. Nella cappella laterale, sulla destra appena si entra, si trova un crocifisso risalente al XVI sec. Sopra la cantoria, una bella mostra d'organo seicentesca. La statua di San Giuseppe, ottocentesca, è di buona fattura.